# Batrachorhina distigma
Batrachorhina distigma là một loài bọ cánh cứng trong họ Cerambycidae.